# Józefa Róg
Józefa Róg z domu Pupa, ps. Górzanka (ur. 28 lutego 1916 w Górze Ropczyckiej, zm. w maju 2019) – polska poetka, pisarka i publicystka.

## Życiorys
Do wybuchu wojny udzielała się w Katolickim Stowarzyszeniu Młodzieży Żeńskiej w Górze Ropczyckiej, gdzie również uczęszczała do szkoły. Po wojnie pracowała jako księgowa w Sędziszowskich zakładach Przemysłu Drzewnego. Gdy odmówiła wstąpienia do partii pod naciskiem po upaństwowieniu Zakładów, została zwolniona ze stanowiska i podjęła pracę w Zakładach Produkcji Opakowań Blaszanych w Krakowie. Po przejściu na rentę zajęła się drobnym gospodarstwem rolnym.

## Twórczość
Poetyckie publikacje ukazywały się m.in. w czasopismach takich jak:
- ''Gość niedzielny''
- Posłaniec serca Jezusa
- Gazeta Sądecka
- Ziemia Ropczycka
- San
- Biuletyn Sędziszowski
- Pismo Parafialne Wspólnota
- Łamigłówek Religijny
- Wspólnota
- A Duch wieje kędy chce (Lublin 1993)
- ''Kalendarz Serca Jezusowego'' (Kraków)

oraz (wraz z biogramem)
- Mini - słownik biograficzny polskich współczesnych poetów religijnych (t. I Gliwice 1994; t. II, Gliwice 1998)[4]

Laureatka OKP "Szukamy talentów wsi", zdobyła III nagrodę w 1996 r. W turnieju Jednego Wiersza otrzymała w 2003 r. wyróżnienie redakcji czasopisma "Łamigłówek Religijny" ukazującego się w Gliwicach. Autorka pisała również prozą. Debiut w 1959 na łamach prasy pod tytułem Prośmy Mistrza w czasopiśmie "Gość Niedzielny", w którym publikowano kolejne teksty w późniejszych latach (1961, 1962, 1968, 1973 itd.). Redakcja "Zorza" opublikowała jej artykuł pod pseudonimem Górzanka. Dorobek literacki Józefy jest świadectwem życia opartego na wartościach duchowych.

## Źródła
Józefa Róg "Jasełka", 1998